# Batophila
Batophila — рід жуків, підродини галеруцинів з родини листоїдів.

## Перелік видів
Деякі види роду:
- Batophila aerata (Marsham, 1802)
- Batophila dogueti (Doeberl, 1994)
- Batophila fallax (Weise, 1888)
- Batophila moesica (Heikertinger, 1948)
- Batophila olexai (Král, 1964)
- Batophila pyrenaea (Allard, 1866)
- Batophila rubi (Paykull, 1790) — Блошко малина